# Aristolochia philippinensis
Aristolochia philippinensis är en piprankeväxtart som beskrevs av Otto Warburg. Aristolochia philippinensis ingår i släktet piprankor, och familjen piprankeväxter. Inga underarter finns listade i Catalogue of Life.